# (2232) Altaj
(2232) Altaj (1969 RD2) – planetoida z pasa głównego asteroid okrążająca Słońce w ciągu 4,35 lat w średniej odległości 2,67 au. Odkryta 15 września 1969 roku.